# همور
همور (بالألمانية: Hemmoor) هي بلدة ألمانية تقع في ألمانيا في سكسونيا السفلى.  يقدر عدد سكانها بـ 8,745 نسمة .